# 釋由美子
釋由美子（日语：／ Shaku Yumiko，1978年6月12日—）是日本東京都清瀨市出身的女藝人、演員，原本為寫真偶像。畢業于吉祥女子高等學校、學習院女子短期大學肄業。
有一妹釋惠美子。

## 演出作品

### 電視
- 1999年「黑色推銷員」（笑ゥせぇるすまん）- 客串
- 2000年「美少年警探」（ショカツ）
- 2000年「新宿暴走救急隊」（新宿暴走救急隊）飾演 真中美樹 （第1集客串）
- 2001年「狂野女人心」（生きるための情熱としての殺人） - 主演
- 2002年「婚外戀愛」（婚外恋愛）飾演 廣瀨志津香
- 2003年「心魔大審判」（スカイハイ）主演
- 2003年「Stand UP!!」飾演 望月いすず
- 2004年「心魔大審判2」（スカイハイ2）主演
- 2004年「愛情一本」（愛情イッポン！）飾演 內村さつき
- 2004年「黑色筆記本」（黑革の手帖）飾演 山田波子
- 2005年 「熟女拉警報」（曲がり角の彼女）飾演 三原なつみ
- 2005年 「危險傻大姊」（危険なアネキ）飾演 北村さおり
- 2006年 「西遊記」（西遊記）飾演 冥蘭（第6集客串）
- 2006年 「7人女律師」（７人の女弁護士）(主演)藤堂真紀
- 2007年 「她的秘密花園」（ヒミツの花園）主演 月山夏世
- 2007年 「工作狂」（働きマン）飾演 野川由實
- 2007年 「神探伽利略」（ガリレオ）-（第8集客串）飾演  前田千晶
- 2008年 「沒有玫瑰的花店」（薔薇のない花屋）飾演 小野優貴
- 2008年 「7人女律師」（第二季）飾演 藤堂真紀
- 2008年 「白色榮光」（チーム・バチスタの栄光）  飾演 大友直美
- 2009年 「假面騎士G （仮面ライダーG）飾演 日向惠理
- 2009年 「各种血型女人结婚的方法 第二夜」（血液型別 オンナが結婚する方法♪・第二夜） 飾演 春川幸惠
- 2009年 「結婚萬歲」（婚カツ!）飾演  村瀬優子
- 2009年 「Love Game」（LOVE GAME） 飾演 冰室冴
- 2011年 「Boss 2」第一、二集 客串 沼田良美
- 2011年 「推理要在晚餐後」第二集 客串 酒吧老闆娘
- 2012年 「幸運7人组」第八集 客串 飯塚月子
- 2013年 「派遣女醫X 第二季」第四集 客串 四條留美子
- 2019年 「假面騎士時王」第三五、三六集 客串 北島祐子
- 2023年 「費馬的料理」第四集 - 飾演 赤松櫻

### 電影
- 修羅雪姬（2001年、東京Theatres）主演 - 飾演 雪
- 神奇寶貝劇場版 水都的守護神（2002年、東寶） - 飾演 リオン
- 哥吉拉×機械哥吉拉（2002年、東寶）主演 - 飾演 家城茜
- 哥吉拉  東京SOS（2003年、東寶）- 飾演 家城茜
- SKY HIGH 劇場版（2003年、東映）主演 -飾演 齊木美奈
- 變身（2005年） - 飾演 京極亮子
- 壽司王子電影版 （2008年） - 飾演 豐穰稻子
- 離婚症候群 （2010年） - 飾演 小百合

## 外部連結
- Yumiko Shaku Wallpaper＆Picture（釋由美子・畫像・壁紙）（日語）
- 經紀公司官方網站
- 釋由美子的Instagram帳戶
- 個人部落格